# Стрільба на літніх Олімпійських іграх 1920
Змагання зі стрільби на літніх Олімпійських іграх 1920 в Антверпені тривали з 22 липня до 3 серпня. Змагалися лише чоловіки. Розіграно 21 комплект нагород. Можливо була й 22-га дисципліна, позаяк відомий список медалістів, але невідома її назва.

## Медальний залік
| Дисципліна                                                       | Золото                                                                                    | Срібло | Бронза                                                                                                 |
| ---------------------------------------------------------------- | ----------------------------------------------------------------------------------------- | --- | --- |
| Швидкісний пістолет, 30 метрів                                   | Гільєрме Парайнсе (BRA)                                                                   | Реймонд Бракен (USA)                                                                                              | Фріц Цулауф (SUI)                                                                                      |
| Армійський пістолет серед команд, 30 метрів                      | США (USA) Карл Фредерік Луїс Гарант Майкл Келлі Алфред Лейн Джеймс Г. Снук                | Греція (GRE) Георгіос Мораїтініс Ясон Саппас Александрос Теофілакіс Іоанніс Теофілакіс Александрос Врасіванопулос | Швейцарія (SUI) Ґустав Амудруц Ганс Еґлі Доменіко Джамбоніні Джозеф Єле Фріц Цулауф                    |
| Довільний пістолет, 50 метрів                                    | Карл Фредерік (USA)                                                                       | Франіу да Коста (BRA)                                                                                             | Алфред Лейн (USA)                                                                                      |
| Довільний пістолет серед команд, 50 метрів                       | США (USA) Реймонд Бракен Карл Фредерік Майкл Келлі Алфред Лейн Джеймс Г. Снук             | Швеція (SWE) Андерс Андерссон Ґуннар Ґабріельссон Сіґвард Гульткранц Андерс Джонсон Казімір Реутерскіельд         | Бразилія (BRA) Даріу Барбоза Франіу да Коста Гільєрме Парайнсе Фернанду Соледаді Себастьян Вольф       |
| Дрібнокаліберна гвинтівка, 50 метрів                             | Лоуренс Нюсляйн (USA)                                                                     | Артур Ротрок (USA)                                                                                                | Денніс Фентон (USA)                                                                                    |
| Дрібнокаліберна гвинтівка серед команд, 50 метрів                | США (USA) Денніс Фентон Вілліс Огастес Лі Лоуренс Нюсляйн Артур Ротрок Олівер Шрайвер     | Швеція (SWE) Оскар Ерікссон Сіґвард Гульткранц Леон Лаґерлеф Ерік Ольссон Раґнар Старе                            | Норвегія (NOR) Альберт Гельґеруд Сіґварт Югансен Антон Ольсен Естен Естенсен Олаф Слеттен              |
| Довільна гвинтівка з трьох положень, 300 метрів                  | Морріс Фішер (USA)                                                                        | Нільс Ларсен (DEN)                                                                                                | Естен Естенсен (NOR)                                                                                   |
| Довільна гвинтівка з трьох положень серед команд, 300 метрів     | США (USA) Денніс Фентон Морріс Фішер Вілліс Огастес Лі Карл Осберн Ллойд Спунер           | Норвегія (NOR) Альберт Гельґеруд Отто Ольсен Естен Естенсен Ґудбран Скаттебе Олаф Слеттен                         | Швейцарія (SUI) Ґустав Амудруц Ульріх Фарнер Фріц Кухен Вернер Шнеберґер Бернард Зіґенталер            |
| Армійська гвинтівка лежачи, 300 метрів                           | Отто Ольсен (NOR)                                                                         | Леон Джонсон (FRA)                                                                                                | Фріц Кухен (SUI)                                                                                       |
| Армійська гвинтівка лежачи серед команд, 300 метрів              | США (USA) Морріс Фішер Джозеф Джексон Вілліс Огастес Лі Карл Осберн Ллойд Спунер          | Франція (FRA) Леон Джонсон Андре Парментьє Ахілл Парош Жорж Ру Еміль Рюмо                                         | Фінляндія (FIN) Войтто Колго Калле Лаппалайнен Велі Ніемінен Вільго Ваугконен Маґнус Веґеліус          |
| Армійська гвинтівка стоячи, 300 метрів                           | Карл Осберн (USA)                                                                         | Ларс Мадсен (DEN)                                                                                                 | Лоуренс Нюсляйн (USA)                                                                                  |
| Армійська гвинтівка стоячи серед команд, 300 метрів              | Данія (DEN) Нільс Ларсен Ларс Мадсен Андерс Нільсен Андерс Петерсен Ерік Сеттер-Лассен    | США (USA) Томас Браун Вілліс Огастес Лі Лоуренс Нюсляйн Карл Осберн Ллойд Спунер                                  | Швеція (SWE) Олле Ерікссон Моріц Ерікссон Вальфрід Гельман Гуґо Юганссон Леон Лаґерлеф                 |
| Армійська гвинтівка лежачи, 600 метрів                           | Гуґо Юганссон (SWE)                                                                       | Моріц Ерікссон (SWE)                                                                                              | Ллойд Спунер (USA)                                                                                     |
| Армійська гвинтівка лежачи серед команд, 600 метрів              | США (USA) Денніс Фентон Джозеф Джексон Вілліс Огастес Лі Олівер Шрайвер Ллойд Спунер      | ПАР (RSA) Роберт Бодлі Фердінанд Б'юкенен Джордж Гарві Фред Морґан Девід Сміт                                     | Швеція (SWE) Ерік Блумквіст Моріц Ерікссон Гуґо Юганссон Густав Адольф Юнссон Ерік Ольссон             |
| Армійська гвинтівка лежачи серед команд, 300 і 600 метрів        | США (USA) Джозеф Джексон Вілліс Огастес Лі Карл Осберн Олівер Шрайвер Ллойд Спунер        | Норвегія (NOR) Альберт Гельґеруд Отто Ольсен Якоб Онсруд Естен Естенсен Олаф Слеттен                              | Швейцарія (SUI) Ойґен Аддор Джозеф Єле Фріц Кухен Вернер Шнеберґер Вайбель                             |
| Олень, що біжить, одиничними пострілами, 100 метрів              | Отто Ольсен (NOR)                                                                         | Альфред Сван (SWE)                                                                                                | Гаралд Натвіґ (NOR)                                                                                    |
| Олень, що біжить, одиничними пострілами серед команд, 100 метрів | Норвегія (NOR) Ейнар Ліберґ Оле Лілле-Ольсен Гаралд Натвіґ Ганс Нордвік Отто Ольсен       | Фінляндія (FIN) Юрйо Колго Калле Лаппалайнен Тойво Тікканен Несторі Тойвонен Маґнус Веґеліус                      | США (USA) Томас Браун Вілліс Огастес Лі Лоуренс Нюсляйн Карл Осберн Ллойд Спунер                       |
| Олень, що біжить, подвійними пострілами, 100 метрів              | Оле Лілле-Ольсен (NOR)                                                                    | Фредерік Ланделіус (SWE)                                                                                          | Ейнар Ліберґ (NOR)                                                                                     |
| Олень, що біжить, подвійними пострілами серед команд, 100 метрів | Норвегія (NOR) Торстейн Йогансен Ейнар Ліберґ Оле Лілле-Ольсен Гаралд Натвіґ Ганс Нордвік | Швеція (SWE) Едвард Бенедікс Бенґт Лаґеркранц Фредрік Ланделіус Альфред Сван Оскар Сван                           | Фінляндія (FIN) Юрйо Колго Тойво Тікканен Несторі Тойвонен Вільго Ваугконен Маґнус Веґеліус            |
| Трап                                                             | Марк Аріє (USA)                                                                           | Френк Троу (USA)                                                                                                  | Френк Райт (USA)                                                                                       |
| Трап серед команд                                                | США (USA) Марк Аріє Горас Бонсер Джей Кларк Форест Мак-Нір Френк Троу Френк Райт          | Бельгія (BEL) Альбер Боске Джозеф Коґелс Еміль Дюпон Едуард Фесінґер Анрі Керсен Луїс ван Тілт                    | Швеція (SWE) Пер Кінде Фредерік Ланделіус Ерік Лундквіст Карл Ріхтер Ерік Сек'єр-Петерсен Альфред Сван |

## Країни-учасниці

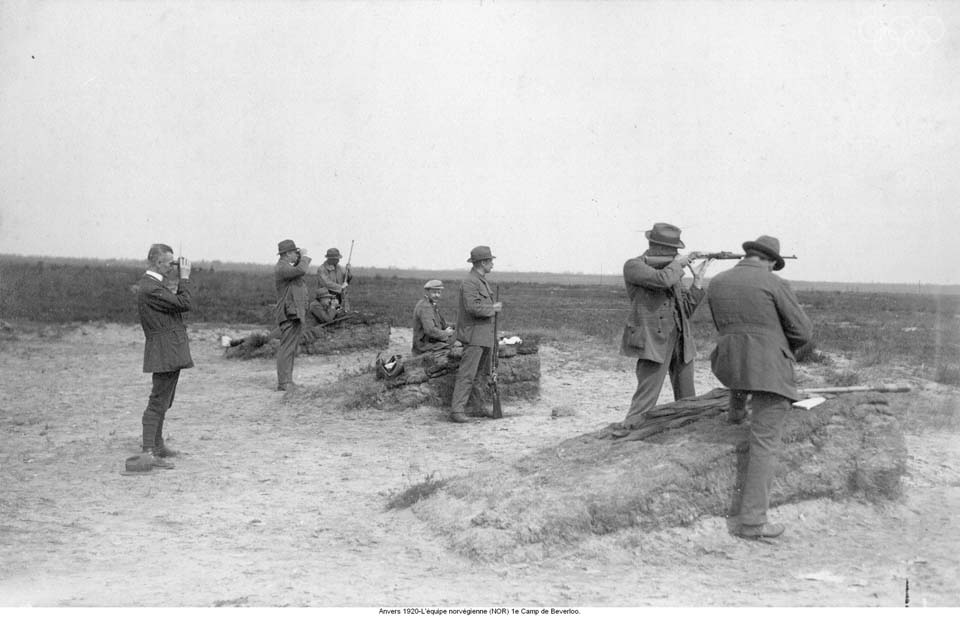
Норвезька команда

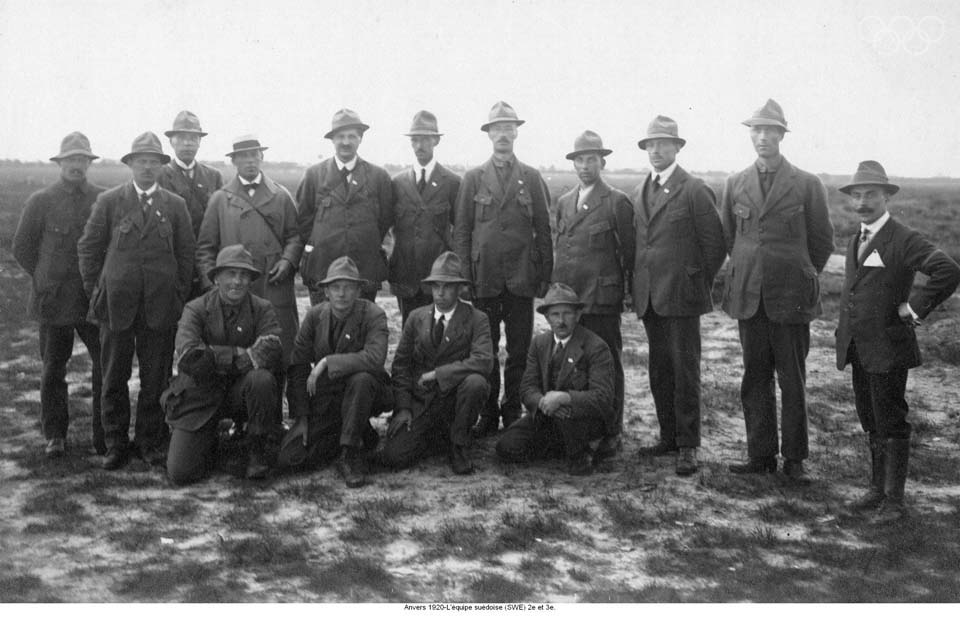
Шведська команда

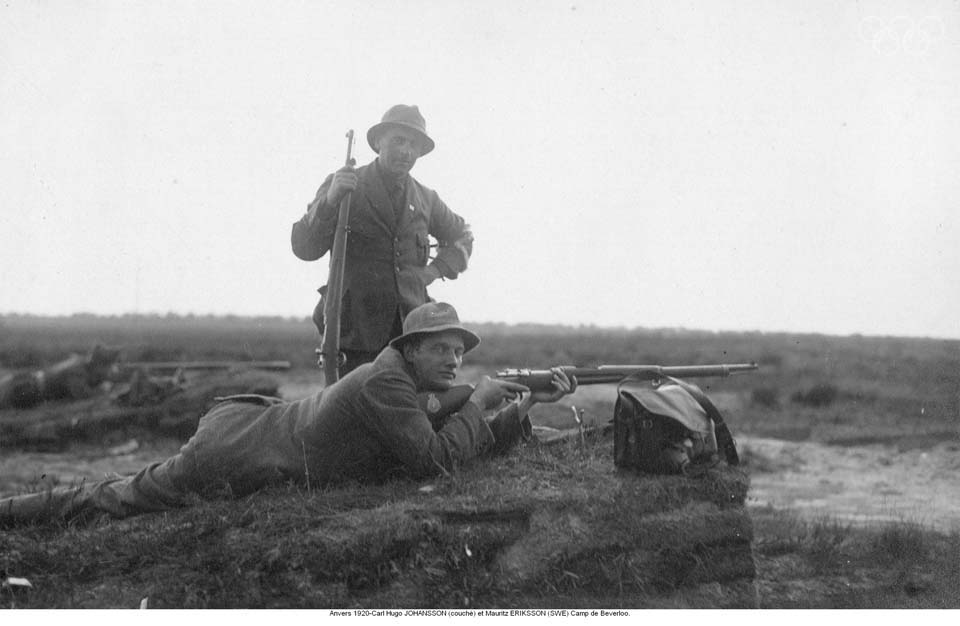
Карл Юганссон і Моріц Ерікссон

Змагалися 234 стрільці з 18-ти країн:
- Бельгія (29)
- Бразилія (5)
- Канада (7)
- Чехословаччина (8)
- Данія (15)[4]
- Фінляндія (9)
- Франція (17)
- Велика Британія (7)
- Греція (9)
- Італія (10)
- Нідерланди (15)
- Норвегія (16)
- Португалія (5)
- Південно-Африканська Республіка (7)
- Іспанія (7)
- Швеція (28)
- Швейцарія (15)
- США (29)

## Таблиця медалей
| Місце               | Країна              | Золото | Срібло | Бронза | Загалом |
| ------------------- | ------------------- | ------ | ------ | ------ | ------- |
| 1                   | США (USA)           | 13     | 4      | 6      | 23      |
| 2                   | Норвегія (NOR)      | 5      | 2      | 4      | 11      |
| 3                   | Швеція (SWE)        | 1      | 6      | 3      | 10      |
| 4                   | Данія (DEN)         | 1      | 2      | 0      | 3       |
| 5                   | Бразилія (BRA)      | 1      | 1      | 1      | 3       |
| 6                   | Франція (FRA)       | 0      | 2      | 0      | 2       |
| 7                   | Фінляндія (FIN)     | 0      | 1      | 2      | 3       |
| 8                   | Бельгія (BEL)       | 0      | 1      | 0      | 1       |
| 8                   | Греція (GRE)        | 0      | 1      | 0      | 1       |
| 8                   | ПАР (RSA)           | 0      | 1      | 0      | 1       |
| 11                  | Швейцарія (SUI)     | 0      | 0      | 5      | 5       |
| Загалом (11 збірна) | Загалом (11 збірна) | 21     | 21     | 21     | 63      |